# 2007년 노토반도 지진
노토반도 지진(일본어: 能登半島地震)은 2007년 3월 25일 일본 호쿠리쿠 지방 노토반도 부근에서 일어난 지진이다. 규모는 일본 기상청 규모 기준 M6.9이다. 이시카와현에서 최대 진도6강(일본 기상청 진도 계급)를 기록했다. 이 지진으로 와지마시에서 1명이 사망했으며 총 356명이 부상을 입었다.
일본 기상청은 이 지진을 헤이세이 19년(2007년) 노토반도 지진(일본어: 平成19年（2007年）能登半島地震, Noto Hanto Earthquake in 2007)이라고 명명했다.

## 지진
이번 지진은 2007년 3월 25일 일요일 오전 9시 41분 58초(JST 기준)에 일본 이시카와현 와지마시 서남서쪽 40 km 동해 해역에서 발생했으며, 지진의 규모는 M6.9(기상청 잠정치), 모멘트 규모 기준 Mw6.7이다. 이시카와현 아나미즈정, 와지마시, 나나오시에서 일본 기상청 진도 계급 기준 최대 6강을 관측했으며 이시카와현, 도야마현, 니가타현에서 진도5약 이상의 흔들림을 관측했다. 최대진도를 측정한 지점은 와지마시 몬젠정 지역으로 진도7(계측진도 6.5 이상)에 매우 가까운 계측진도 6.4를 관측했다. 이시카와현 내에서 진도6을 관측한 건 근대 지진 관측 시작 이후 처음이다. 도야마현에서도 진도5를 관측한 것도 1930년 다이쇼지 지진(M6.3) 이후 77년 만에 처음 관측한 것이며 근대 관측 사상 두 번째이다.
일본 국토지리원의 GPS 관측으로 밝혀낸 진원 단층은 우수향 주향이동이 포함된 역단층으로, 해저부터 육지 일부까지 걸쳐져 있는 14 km 정도 길이의 기존에 알려지지 않았던 단층으로 밝혀졌다. 일본 해상보안청과 산업기술총합연구소는 지진 후 시행한 해저 음파 탐사를 통해 이번 지진으로 움직였다고 파악되는 18 km 길이의 활단층을 확인했다.

## 진도
진도5약 이상을 관측한 지역은 다음과 같다.
| 진도 | 도도부현   | 시정촌                                                    |
| ---- | ---------- | --------------------------------------------------------- |
| 6강  | 이시카와현 | 나나오시 와지마시 아나미즈정                              |
| 6약  | 이시카와현 | 시카정 나카노토정 노토정                                  |
| 5강  | 이시카와현 | 스즈시                                                    |
| 5약  | 니가타현   | 가리와촌                                                  |
| 5약  | 도야마현   | 이미즈시 오야베시 히미시 후나하시촌 나메리카와시 도야마시 |
| 5약  | 이시카와현 | 가호쿠시 호다쓰시미즈정 하쿠이시                          |

북쪽으로는 홋카이도 야마코시군 오샤만베정까지, 서쪽으로는 히로시마현 히로시마시 나카구까지, 남쪽으로는 고치현 아키군 나하리정까지 진도1을 감지하는 등 홋카이도부터 주코쿠 지방, 시코쿠 지방 전역에 걸쳐 진도1 이상의 유감진동을 관측했다.
주택이 완전 붕괴된 곳이 많았으며 이시카와현 일부 지역에서 진도7급의 진동이 있었던 것으로 추정된다.

## 여진
본진 이후 여진이 길게 이어져 유감지진이 500차례 이상 발생했다. 3월 25일 18시 11분 45초에 와지마시와 아나미즈정에서 최대진도 5약을 감지한 규모 M5.3의 여진이 발생했으며, 3월 26일 14시 46분 35정에 시카정에서 진도5약을 감지한 규모 M4.8의 여진이, 3월 28일 8시 8분 15초에 와지마시에서 최대진도 5약을 관측한 규모 M4.9의 여진이, 2008년 1월 26일 4시 33분에 와지마시에서 최대진도 5약을 관측한 규모 M4.8의 여진이 발생했다. 이상 4개 지진이 최대진도 5약을 관측한 여진이다.
또한 2020년 3월 13일 와지마시에서 최대진도 5강을 관측한 규모 M5.5의 지진이 발생했다. 이 지진은 2007년 본진의 여진역 동쪽에서 발생한 역단층성 지진으로 본진과 비슷한 유형이다. 이 지진도 2007년 지진의 여진으로 간주되며 최대 규모의 지진이다.

### 최대여진
2020년 3월 13일 2시 18분(일본 표준시)경, 이시카와현 노토지방에서 깊이 12 km 지점에 규모 M5.5의 지진이 발생해 이시카와현 와지마시에서 최대진도 5강의 진도를 관측했다. 또한 이시카와현 노토반도에서 장주기 지진동 계급 2의 진동을 관측했다.
이 지진은 대륙 지각 내부에서 발생한 지진으로, 단층 매커니즘은 서북서-동남동 방향을 압력축으로 하는 역단층형 지진이다.
| 진도 | 도도부현   | 시구정촌                          |
| ---- | ---------- | --------------------------------- |
| 5강  | 이시카와현 | 와지마시                          |
| 5약  | 이시카와현 | 아나미즈정                        |
| 4    | 이시카와현 | 나나오시 시카정 나카노토정 노토정 |
| 4    | 도야마현   | 도야마시 후나하시촌 히미시        |

이 지진으로 진도4를 관측한 도야마현 도야마시와 히미시에서 총 2명의 부상자가 발생했다. 그 외의 다른 인명피해나 재산피해는 없었다.

## 쓰나미
일본 기상청은 이번 지진으로 이시카와현 노토 연안과 이시카와현 가가 연안에 쓰나미주의보를 발표했다. 지진 발생 후 약 1시간이 지난 10시가 조금 넘었던 시각에 스즈시 가나자와항에서 약 20 cm의 쓰나미를 관측했으며 11시 30분경 모든 쓰나미주의보가 해제되었다.

## 같이 보기
- 일본의 지진 목록
- 오쿠노토 지진
- 2024년 노토반도 지진